# Les Visiteuses
Les Visiteuses és una pel·lícula pornogràfica francesa dirigida per Alain Payet i estrenada el 1994. És una paròdia pornogràfica de la pel·lícula Les Visiteurs de Jean-Marie Poiré, estrenada l'any anterior.

## Sinopsi
El comte de Monplaisyr, ajudat pel seu fidel servent Finouille le Craspouille, exerceix a consciència el seu deure senyorial de desflorar les donzelles del comtat quan apareix una dona grassa que també demana beneficiar-se dels seus serveis. Espantats, el comte i el seu còmplice fugen a tota velocitat i arriben al cau d'un bruixot on, arran d'una incomoditat, es troben llançats al futur. Arriben enmig d'una orgia desenfrenada que té lloc entre membres distingits de l'alta burgesia.

## Repartiment
- Tabatha Cash: l'encissadora
- Roberto Malone: elñ comte de Monplaisyr
- Alain L'Yle : Finouille le Craspouille
- Piotr Stanislas: el màgic / el ros (a l'època moderna)
- Christophe Clark: el doctor
- Alban Ceray: Charles-Henry
- Élodie Chérie: la dona de cambre
- Groseille : Guillemette, la dona grossa
- Étienne Jaumillot : el sacerdot
- Canelle : ?
- Zabou: ?
- Maeva : ?

## Sobre la pel·lícula
- Les Visiteuses, rodada amb vestuari i en decorats medieval, gaudeix d'un pressupost relativament elevat en comparació amb la mitjana de pel·lícules pornogràfiques franceses.[1] Parodiant una comèdia d'èxit, també juga la carta de l'humor, però, a diferència de l'obra de Jean-Marie Poiré, aquí no es pot fer cap comparació còmica amb les costums rústiques del passat, ja que l'obscè i el descarat són indiferentment el fet de les dues èpoques.

- Aquesta és l'última pel·lícula pornogràfica de Tabatha Cash que realment no té una escena "dura" ja que la seva única aparició, situada a la meitat de la pel·lícula, consisteix a ballar nua, amb una serp embolicada. al voltant del coll, davant de Roberto Malone. Posteriorment, després de masturbar-se amb una poma, es dirigeix a Roberto Malone a qui ella masturba amb una taronja.

- Mentre que Roberto Malone interpreta el comte de Monplaisyr, un personatge equivalent al comte de Montmirail interpretat per Jean Reno a la pel·lícula original, Alain L'Yle interpreta un personatge anomenat Finouille le Craspouille, equivalent a Jacquouille la Fripouille interpretada per Christian Clavier. El servidor aquí substitueix el Okay ! de Christian Clavier per l'exclamació Niquer !.[1]

- Alain L'Yle també té una gran semblança amb Robin Williams, fins al punt que posteriorment es va convertir, després de retirar-se de la indústria del porno, en sosia professional de l'actor nord-americà.[2] Aquesta versió porno dels Visiteurs ofereix doncs l'espectacle del paper de Christian Clavier parodiat per un doble de Robin Williams.